# بخش‌های دپارتمان سون-ا-لوار
بخش‌های دپارتمان سون-ا-لوار (انگلیسی: Arrondissements of the Saône-et-Loire department) شامل ۵ بخش به شرح زیر است:
1. بخش اوتون با ۸۳ کمون (فرانسه) و جمعیت ۸۷ هزار نفر در سال ۲۰۱۳ می‌باشد.
2. بخش شلون-سور-سون با ۱۴۹ کمون (فرانسه) و جمعیت ۲۰۰ هزار نفر در سال ۲۰۱۳ می‌باشد.
3. بخش شرول با ۱۳۵ کمون (فرانسه) و جمعیت ۹۹ نفر در سال ۲۰۱۳ می‌باشد.
4. بخش لوآن با ۷۹ کمون (فرانسه) و جمعیت ۵۵ هزار نفر در سال ۲۰۱۳ می‌باشد.
5. بخش مکون با ۱۲۱ کمون (فرانسه) و جمعیت ۱۱۳ هزار نفر در سال ۲۰۱۳ می‌باشد.